# HTH Ligaen 2018-19
Sænket tekst
HTH Ligaen var den 83. sæson af Damehåndboldligaen. Det var den første sæson, hvor ligaen bestod af 14 hold i stedet for de vante 12.
Team Esbjerg vandt mesterskabet, da de slog Herning-Ikast Håndbold i finalen. Odense Håndbold vandt grundspillet. Ringkøbing Håndbold rykkede ned, da de sluttede sidst i grundspillet.

## Format
Efter 22 kampe i grundspillet kvalificerer de otte øverste hold sig til slutspillet hvor de bliver opdelt i to puljer. Pulje 1 bestående af nummer 1, 4, 5, 8 fra grundspillet og pulje 2 bestående af nummer 2, 3, 6, 7 fra grundspillet. Her spiller de en kamp ude og hjemme. I tilfælde af pointlighed er det placeringen i grundspillet der afgøre holdenes placering i puljespillet. De 2 øverste hold kvalificere sig til semifinalen der vil blive afviklet over 3 kampe. Her vil det højst placeret hold have hjemmebane i kamp 1 og 3. Vinderne af de 2 semifinaler mødes i finalen og de 2 tabere mødes i bronzekampen. Både finalen og bronzekampen vil igen blive afviklet over 3 kampe hvor det højst placeret hold have hjemmebane i kamp 1 og 3.

## Klubber
| Hold                   | Sted             | Hal                      | Kapacitet |
| ---------------------- | ---------------- | ------------------------ | --------- |
| Ajax København         | København        | Bavnehøj-Hallen          | 1.000     |
| EH Aalborg             | Nørresundby      | Nørresundby Idrætscenter | 800       |
| Herning-Ikast Håndbold | Ikast            | Ikast-Brande Arena       | 2.850     |
| København Håndbold     | København        | Frederiksberg-Hallerne   | 1.468     |
| Nykøbing Falster       | Nykøbing Falster | POWER ARENA              | 1.300     |
| Odense Håndbold        | Odense           | Odense Idrætshal         | 2.256     |
| Randers HK             | Randers          | Arena Randers            | 3.000     |
| Ringkøbing Håndbold    | Ringkøbing       | Green Sports Arena       | 1.100     |
| Silkeborg-Voel KFUM    | Silkeborg        | JYSK Arena               | 3.000     |
| Skanderborg Håndbold   | Skanderborg      | Fælledhallen             | 1.700     |
| Team Esbjerg           | Esbjerg          | Blue Water Dokken        | 2.549     |
| TTH Holstebro          | Holstebro        | Gråkjær Arena            | 3.250     |
| Viborg HK              | Viborg           | Vibocold Arena Viborg    | 3.000     |
| Aarhus United          | Aarhus           | Ceres Park               | 1.200     |

### Personale og Trøjer
| Hold                   | Direktør                   | Cheftræner          | Spilledragt producent | Hovedsponsor                                   |
| ---------------------- | -------------------------- | ------------------- | --------------------- | ---------------------------------------------- |
| Ajax København         | Kim Bay                    | Dennis Bo Jensen    | adidas                | Det Faglige Hus, Sund og Bælt                  |
| EH Aalborg             | Henrik Skals               | Karen Brødsgaard    | Hummel                | Saphe, Sparekassen Vendsyssel                  |
| Herning-Ikast Håndbold | Jakob Mølgaard Christensen | Kristian Kristensen | Mizuno                | Alpi, IBF, Danspin A/S                         |
| København Håndbold     | Janni Møller Thomsen       | Claus Mogensen      | Salming Sports        |                                                |
| Nykøbing Falster       | Henrik Hansen              | Jakob Larsen        | Puma                  | LånLet, Scandlines                             |
| Odense Håndbold        | Mark Jespersen             | Jan Pytlick         | adidas                | Sparekassen Sjælland-Fyn                       |
| Randers HK             | Per Rasmussen              | Niels Agesen        | Salming Sports        | Sparekassen Kronjylland                        |
| Ringkøbing Håndbold    | Lars Buhl                  | Mads Brandt         | hummel                | Vestjysk Bank                                  |
| Silkeborg-Voel KFUM    | Lars Buchreitz Thygesen    | Jakob Andreasen     | adidas                | JYSK, Alm. Brand                               |
| Skanderborg Håndbold   | Jens Christensen           | Kristian Danielsen  | Puma                  | AVR, Securitas AB                              |
| Team Esbjerg           | Bjarne Pedersen            | Jesper Jensen       | hummel                | Pedersen Gruppen, KENT, Blue Water Shipping    |
| TTH Holstebro          | John Mikkelsen             | Pether Krautmeyer   | hummel                | Vest Forsyning, Vestjysk Bank                  |
| Viborg HK              | Henrik Dahl                | Allan Heine         | Puma SE               | Spar Nord, Peter Larsen Kaffe, Det Faglige Hus |
| Aarhus United          | Mads Hyllested Winther     | Heine Eriksen       | hummel                | Vestjysk Bank                                  |

## Grundspillet

### Stilling
| Hold                          | K  | V  | U | L  | MF  | MI  | MD   | P  |
| ----------------------------- | -- | -- | - | -- | --- | --- | ---- | -- |
| Odense Håndbold               | 26 | 23 | 1 | 2  | 724 | 585 | +139 | 47 |
| Team Esbjerg                  | 26 | 22 | 0 | 4  | 779 | 603 | +176 | 44 |
| Herning-Ikast Håndbold        | 26 | 19 | 2 | 5  | 684 | 581 | +103 | 40 |
| København Håndbold            | 26 | 20 | 0 | 6  | 781 | 647 | +134 | 40 |
| Nykøbing Falster Håndboldklub | 26 | 18 | 1 | 7  | 721 | 630 | +91  | 37 |
| Aarhus United                 | 26 | 14 | 3 | 9  | 619 | 612 | +7   | 31 |
| Viborg HK                     | 26 | 12 | 2 | 12 | 674 | 675 | −1   | 26 |
| TTH Holstebro                 | 26 | 9  | 3 | 14 | 653 | 696 | −43  | 21 |
| Silkeborg-Voel KFUM           | 26 | 9  | 3 | 14 | 646 | 668 | −22  | 21 |
| Skanderborg Håndbold          | 26 | 7  | 2 | 17 | 603 | 688 | −85  | 16 |
| Ajax København                | 26 | 6  | 2 | 18 | 539 | 639 | −100 | 14 |
| Randers HK                    | 26 | 7  | 0 | 19 | 590 | 681 | −91  | 14 |
| EH Aalborg                    | 26 | 3  | 1 | 22 | 596 | 716 | −120 | 7  |
| Ringkøbing Håndbold           | 26 | 2  | 2 | 22 | 509 | 697 | −188 | 6  |

|  | Går videre til Slutspil                        |
|  | Kvalifikationspil                              |
|  | Nedrykningsplayoff mod nr. 2/3 fra 1. division |

## Puljespillet

### Pulje 1
| Pos | Hold                          | K | V | U | T | M+  | M-  | MF  | P  | Kvalifikation |       | OHC   | KBH   | NFH   | TTH   |
| --- | ----------------------------- | - | - | - | - | --- | --- | --- | -- | ------------- | ----- | ----- | ----- | ----- | ----- |
| 1   | Odense Håndbold               | 6 | 4 | 0 | 2 | 160 | 146 | +14 | 10 | Seminaler     |       | —     | 19–27 | 26–21 | 29–19 |
| 2   | København Håndbold            | 6 | 4 | 0 | 2 | 173 | 166 | +7  | 9  | Seminaler     |       | 32–40 | —     | 29–34 | 31–25 |
| 3   | Nykøbing Falster Håndboldklub | 6 | 4 | 0 | 2 | 152 | 142 | +10 | 8  |               |       | 24–19 | 26–28 | —     | 27–25 |
| 4   | TTH Holstebro                 | 6 | 0 | 0 | 6 | 129 | 160 | −31 | 0  |               | 23–27 | 22–26 | 15–20 | —     |       |

### Pulje 2
| Pos | Hold                   | K | V | U | T | M+  | M-  | MF  | P  | Kvalifikation |       | ESB   | AAR   | VHK   | HIH   |
| --- | ---------------------- | - | - | - | - | --- | --- | --- | -- | ------------- | ----- | ----- | ----- | ----- | ----- |
| 1   | Team Esbjerg           | 6 | 5 | 0 | 1 | 167 | 146 | +21 | 12 | Semifinaler   |       | —     | 37–30 | 29–25 | 28–24 |
| 2   | Aarhus United          | 6 | 2 | 1 | 3 | 146 | 164 | −18 | 5  | Semifinaler   |       | 21–26 | —     | 24–24 | 23–20 |
| 3   | Viborg HK              | 6 | 1 | 1 | 4 | 145 | 159 | −14 | 3  |               |       | 27–26 | 26–29 | —     | 21–28 |
| 4   | Herning-Ikast Håndbold | 6 | 3 | 0 | 3 | 145 | 134 | +11 | 7  |               | 19–21 | 31–19 | 23–22 | —     |       |

## Playoff

### Semifinale
| Dato    | Dato    | Dato   | Hjemmehold i 1. kamp | Hjemmehold i 2. kamp   | Resultat | Resultat | Resultat |
| 1. kamp | 2. kamp | Samlet | Hjemmehold i 1. kamp | Hjemmehold i 2. kamp   | 1. kamp  | 2. kamp  |          |
| ------- | ------- | ------ | -------------------- | ---------------------- | -------- | -------- | -------- |
| 27.04   | 01.05   | 59-48  | Team Esbjerg         | København Håndbold     | 30-25    | 23-29    |          |
| 27.04   | 01.05   | 47-51  | Odense Håndbold      | Herning-Ikast Håndbold | 26-28    | 23-17    |          |

- Der spilledes bedst af 3 kampe. I tilfælde af pointlighed efter kamp 2, spilledes en afgørende 3. kamp.

### Bronzekamp
| Dato    | Dato    | Dato    | Hjemmehold i 1. kamp | Hjemmehold i 2. kamp | Resultat | Resultat | Resultat | Resultat |
| 1. kamp | 2. kamp | 3. kamp | Hjemmehold i 1. kamp | Hjemmehold i 2. kamp | Samlet   | 1. kamp  | 2. kamp  | 3. kamp  |
| ------- | ------- | ------- | -------------------- | -------------------- | -------- | -------- | -------- | -------- |
| 14.05   | 17.05   | 24.05   | København Håndbold   | Odense Håndbold      | 81-80    | 22-26    | 35-27    | 24-27    |

- Der spilledes bedst af 3 kampe. I tilfælde af pointlighed efter kamp 2, spilledes en afgørende 3. kamp.

### Finale
| 18.05 | 21.05 | 48-39 | Team Esbjerg | Herning-Ikast Håndbold | 28-20 | 20-19 |

- Der spilledes bedst af 3 kampe. I tilfælde af pointlighed efter kamp 2, spilledes en afgørende 3. kamp.

## Topscorere

### Grundspillet
| Nr. | Land    | Spiller                    | Klub                   | Mål |
| --- | ------- | -------------------------- | ---------------------- | --- |
| 1   | Danmark | Laura Damgaard             | EH Aalborg             | 158 |
| 2   | Holland | Estavana Polman            | Team Esbjerg           | 156 |
| 3   | Norge   | Helene Fauske              | Herning-Ikast Håndbold | 149 |
| 4   | Danmark | Sofie Bæk Andersen         | Silkeborg-Voel KFUM    | 142 |
| 5   | Danmark | Lærke Nolsøe               | Nykøbing Falster HK    | 116 |
| 6   | Danmark | Ida Lagerbon               | Ringkøbing Håndbold    | 112 |
| 7   | Danmark | Celine Lundbye Kristiansen | Aarhus United          | 111 |
| 8   | Norge   | Vilde Mortensen Ingstad    | Team Esbjerg           | 116 |
| 9   | Danmark | Julie Jensen               | EH Aalborg             | 107 |
| 9   | Holland | Inger Smits                | TTH Holstebro          | 107 |

| Nr. | Land    | Spiller                    | Klub                   | Mål |
| --- | ------- | -------------------------- | ---------------------- | --- |
| 1   | Holland | Estavana Polman            | Team Esbjerg           | 219 |
| 2   | Norge   | Helene Fauske              | Herning-Ikast Håndbold | 198 |
| 3   | Danmark | Laura Damgaard             | EH Aalborg             | 180 |
| 4   | Danmark | Sofie Bæk Andersen         | Silkeborg-Voel KFUM    | 159 |
| 5   | Norge   | Vilde Mortensen Ingstad    | Team Esbjerg           | 144 |
| 6   | Danmark | Celine Lundbye Kristiansen | Aarhus United          | 142 |
| 7   | Danmark | Lærke Nolsøe               | Nykøbing Falster HK    | 141 |
| 8   | Norge   | Marit Røsberg Jacobsen     | Team Esbjerg           | 137 |
| 9   | Holland | Inger Smits                | TTH Holstebro          | 133 |
| 10  | Sverige | Jenny Alm                  | København Håndbold     | 130 |

## Årets hold
Årets hold i HTH Ligaen 2018-19.
| Position     | Spiller                 | Klub                          |
| ------------ | ----------------------- | ----------------------------- |
| Målvogter    | Sabine Englert          | Herning-Ikast Håndbold        |
| Højre fløj   | Marit Røsberg Jacobsen  | Team Esbjerg                  |
| Højre Back   | Louise Burgaard         | Herning-Ikast Håndbold        |
| Playmaker    | Helene Fauske           | Herning-Ikast Håndbold        |
| Venstre Back | Estavana Polman         | Team Esbjerg                  |
| Venstre fløj | Lærke Nolsøe            | Nykøbing Falster Håndboldklub |
| Stregspiller | Vilde Mortensen Ingstad | Team Esbjerg                  |
| Årets talent | Emma Friis              | Herning-Ikast Håndbold        |

## Eksterne links
- Officiel hjemmeside Arkiveret 9. april 2015 hos  Wayback Machine